# Килин, Юрий Михайлович
Юрий Михайлович Килин (род. 1961) — доктор исторических наук, профессор.

## Биография
В 1983 году окончил исторический факультет Петрозаводского государственного университета (по специальности «История»). В 1983—1986 годах работал учителем истории в средней школе. В 1986—1989 годах ― аспирант Ленинградского отделения Института истории СССР.
В 1989—1992 годах ― младший научный сотрудник Института языка, литературы и истории Карельского филиала АН СССР. В 1991 году защитил кандидатскую диссертацию «Промышленные рабочие Карелии в 1970-е годы» в Ленинградском отделении Института истории.
С 1992 года ― старший преподаватель, доцент, профессор кафедры всеобщей истории Петрозаводского государственного университета. В 2000 году защитил докторскую диссертацию на тему «Карелия в политике Советского государства: военно-стратегические, дипломатические и экономические аспекты (1920—1941 гг.)».

## Публикации
- Эдвард Александрович Гюллинг — первый руководитель Советской Карелии. [Текст] / Ю. М. Килин, В. В. Килина. — Петрозаводск: Periodika, 2020. — 712с. ISBN 978-5-88170-371-4.
- НЕКОТОРЫЕ ДЕМОГРАФИЧЕСКИЕ ТРЕНДЫ СОВРЕМЕННОЙ ФИНЛЯНДИИ [Электронный ресурс] / Ю. М. Килин // Studia Humanitatis Borealis. — ПетрГУ, 2019. — № 1. — С.47-57. — ISSN 2311-3049.
- РЕЦЕНЗИЯ НА КН.: NERG P., JARVENPAA N. TIUKKA PAIKKA. (ТРУДНАЯ РАБОТА). DOCENDO OY, JYVASKYLA, 2019. 174 S. [Электронный ресурс] / Ю. М. Килин // Studia Humanitatis Borealis. — ПетрГУ, 2019. — С.49-53. ISSN 2311-3049. (РИНЦ)
- Свирско—Петрозаводская наступательная операция [Электронный ресурс] / Ю. М. Килин // Studia Humanitatis Borealis. — ПетрГУ, 2018. — № 1 (10). — С.4-9. — ISSN 2311-3049. (РИНЦ)
- Нейтральные государства на распутье: проблема вступления в НАТО Финляндии и Швеции [Текст] / Ю. М. Килин // Современная Европа. — Москва, 2017. — Вып.2 (74), № 2. — С.65 — 77. (Scopus, ВАК, РИНЦ)
- Рецензия на кн: Ranki S. Strateginen johtaminen suomalaisissa korkeakouluissa (Стратегическое управление в вузах Финляндии) [Электронный ресурс] / Ю. М. Килин // научный электронный журнал Studia Humanitatis Borealis. — Петрозаводск ПетрГУ, 2017. — С.58-67.
- Меморандум о взаимопонимании 4 сентября 2014 года между НАТО и Финляндией [Текст] / Ю. М. Килин // Studia Humanitatis Borealis. — Петрозаводск ПетрГУ, 2017. — № 2. — С.10-15. — ISSN 2311-3049. (РИНЦ)
- Рецензия на кн.: Hagglund G. Rauhan utopia. Docendo, 2014. 182 s. (Хеглунд Г. Утопия мира) [Электронный ресурс] / Ю. М. Килин // Studia Humanitatis Borealis. — Петрозаводск ПетрГУ, 2017. — С.41-49. — ISSN 2311-3049. (РИНЦ)
- Рецензия на кн.: Nain Suomea Viedaan. Vs-kustannus, Alajarvi, 2015. 258 S. (Так Финляндию втягивают [в военный союз]) [Электронный ресурс] / Ю. М. Килин // Studia Humanitatis Borealis. — Петрозаводск ПетрГУ, 2016. — № 1. — С.56-59. — ISSN 2311-3049. (РИНЦ)
- Решающий этап сражения в районе Толваярви, 11—24 декабря 1939 г. [Электронный ресурс] / Ю. М. Килин // Carelica . — Петрозаводск ПетрГУ, 2015. — Вып.2 (14). — С.70-101. — ISSN 2310-6476 . (РИНЦ)
- Неизвестное сражение Карельского фронта в июле 1944 г. [Электронный ресурс] / Ю. М. Килин // научный электронный журнал Studia Humanitatis Borealis. — Петрозаводск ПетрГУ, 2015. — С.15-22. — ISSN 2311-3049. (РИНЦ)
- Финляндия в Евросоюзе, 1995—2015: итоги и перспективы [Текст] / Ю. М. Килин // Современная Европа. — Институт Европы РАН (Москва) , 2015. — С. 48-58.